# Slip Stitch and Pass
Slip Stitch and Pass es un álbum en directo de la banda de rock estadounidense Phish. Se lanzó el 28 de octubre de 1997 bajo el sello Elektra Records y contiene nueve pistas grabadas el 1 de marzo de 1997 en el Markthalle Club de Hamburgo, Alemania, como parte de su gira europea.
Tres de las nueve canciones son versiones ("Cities" de Talking Heads, "Jesus Just Left Chicago" de ZZ Top, y la canción tradicional a cappella "Hello My Baby"). Durante la última jam de "Mike's Song", la banda usa parte del "Careful with that Axe, Eugene" de Pink Floyd y elementos y letras de la canción de The Doors "The End" y "Peace Frog".
El diseño de la portada del álbum es de Storm Thorgersen.

## Lista de canciones
1. "Cities" (Byrne) – 5:18
2. "Wolfman's Brother" (Anastasio, Fishman, Gordon, Marshall, McConnell) – 13:57
3. "Jesus Just Left Chicago" (Beard, Gibbons, Hill) – 12:58
4. "Weigh" (Gordon) – 5:29
5. "Mike's Song" (Gordon) – 13:52
6. "Lawn Boy" (Anastasio, Marshall) – 2:56
7. "Weekapaug Groove" (Anastasio, Fishman, Gordon, McConnell) – 8:20
8. "Hello My Baby" (Emerson, Howard, Singer) – 1:19
9. "Taste" (Anastasio, Fishman, Gordon, Marshall, McConnell) – 8:44

## Personal
Phish
Trey Anastasio – guitarra, voz
Page McConnell – teclados, voz
Mike Gordon – bajo, voz
Jon Fishman – batería, voz